# Chiesa di Santa Giovanna di Chantal
La chiesa di Santa Giovanna di Chantal (in francese: église Sainte-Jeanne-de-Chantal) è un luogo di culto cattolico di Parigi situato nel quartiere Auteuil, nel XVI arrondissement, sede dell'omonima parrocchia retta dal clero dell'arcidiocesi di Parigi.
La chiesa si trova nei pressi della stazione della metropolitana Porte de Saint-Cloud sulla linea 9.

## Storia
A partire dagli anni 1920, l'area compresa tra l'estremità sud-occidentale del quartiere parigino di Auteuil, e di quello contiguo di Le-Point-du-Jour facente parte di Boulogne-Billancourt, fu oggetto di un'esponenziale crescita: l'unico luogo di culto cattolico della zona, costituito da una cappella situata in rue Claude-Lorrain e dipendente dalla parrocchia di Notre-Dame-d'Auteuil, si dimostrò presto insufficiente a fronte dell'ampio numero di abitanti. Il 27 gennaio 1933 venne finalmente posata alla presenza dell'arcivescovo di Parigi Jean Verdier, la prima pietra di una nuova e più ampia chiesa su di un terreno prospiciente la porte de Saint-Cloud, messo a disposizione dalla città di Parigi. Il progetto venne redatto nel 1934 da Julien Barbier, architetto dell'Œuvre des Chantiers du Cardinal e prevedeva un ampio vano centrale circolare coperto con cupola conica ed esternamente caratterizzato da un loggiato su colonnine, al quale era affiancato un alto campanile a torre. La costruzione, tuttavia, venne fin da subito bloccata per i lavori della vicina linea 9 della metropolitana, che richiesero una leggera modifica all'orientamento dell'edificio e la stesura di un nuovo progetto. I lavori ripresero nella prima metà del 1935 e il 2 ottobre dell'anno successivo venne inaugurato e aperto al culto il coro con abside e deambulatorio.
Alla morte di Julien Barbier (1940), la direzione dei lavori venne affidata a Gérard Barbier e Charles Venner; la costruzione fu interrotta nel 1943 dalla seconda guerra mondiale, durante la quale le strutture fino ad allora costruite vennero pesantemente danneggiate dai bombardamenti miranti al vicino stabilimento Renault; essa poté riprendere solamente nel 1949 e nel 1954 gli architetti André Blanc e Charles Nicod modificarono i progetti originari, ampliando gli spazi previsti da Barbier; la chiesa venne completata nel 1962.
Il futuro arcivescovo di Parigi e cardinale Jean-Marie Lustiger fu parroco dal 1969 al 1979, avendo come vicario fino al 1974 il suo futuro successore sulla cattedra parigina, André Vingt-Trois.

## Descrizione

### Esterno

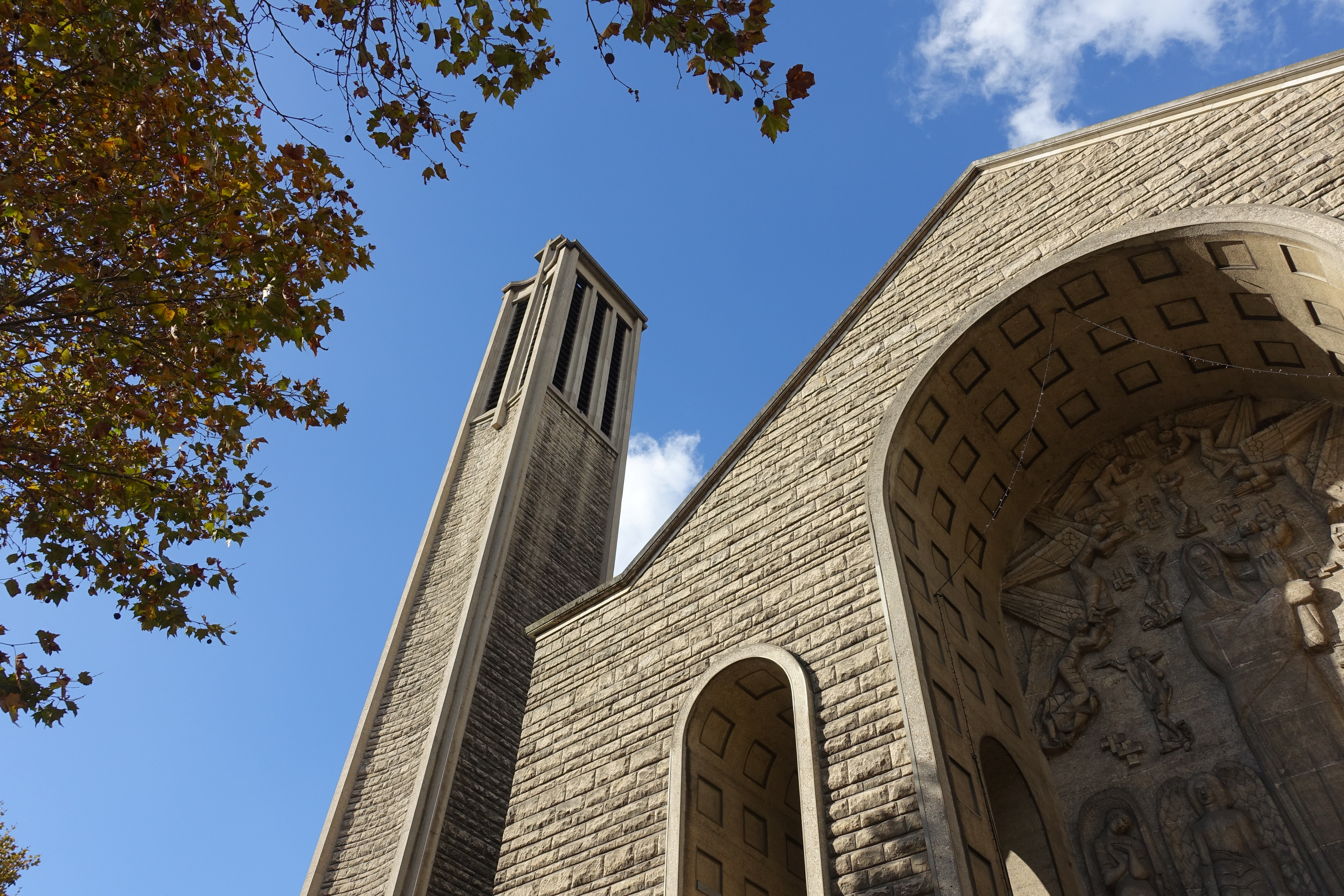
Facciata e campanile

La chiesa, edificata in un sobrio stile neobizantino, ha una pianta a croce latina e sorge sul lato settentrionale di place de la Porte-de-Saint-Cloud, in un'area delimitata dalla piazza stessa (sulla quale dà l'ingresso principale), da boulevard Murat, rue du Lieutenant-Colonel Déport e avenue de la Porte de Saint-Cloud. La struttura è in calcestruzzo esternamente rivestito in pietre squadrate.
Nella facciata, a capanna, si aprono tre ampie arcate che, comunicanti fra di loro, costituiscono il nartece; il portale centrale è sormontato da un bassorilievo monumentale di Robert Juvin raffigurante la Madonna della Mercede (1962). Il prospetto, con una soluzione analoga a quella adottata da Henri Vidal per il santuario di Notre-Dame de Fatima-Marie-Médiatrice nel XIX arrondissement (1951-1954), è affiancato a destra dal battistero cilindro, e a sinistra dall'alta torre campanaria che sorge isolata rispetto al resto dell'edificio. Quest'ultima accoglie il seguente concerto di quattro campane, delle quali le tre fuse nel 2004 sono caratterizzate dalla ricca decorazione policroma di Marc-Antoine Orellana:
| Nome             | Nota | Peso   | Benedizione    |
| ---------------- | ---- | ------ | -------------- |
| Marie-Bernadette | La3  | 360 kg | 13 giugno 1937 |
| Esther           | Si3  | 283 kg | 12 luglio 2004 |
| Françoise        | Do#4 | 217 kg | 12 luglio 2004 |
| Jeanne           | Mi4  | 157 kg | 12 luglio 2004 |

### Interno

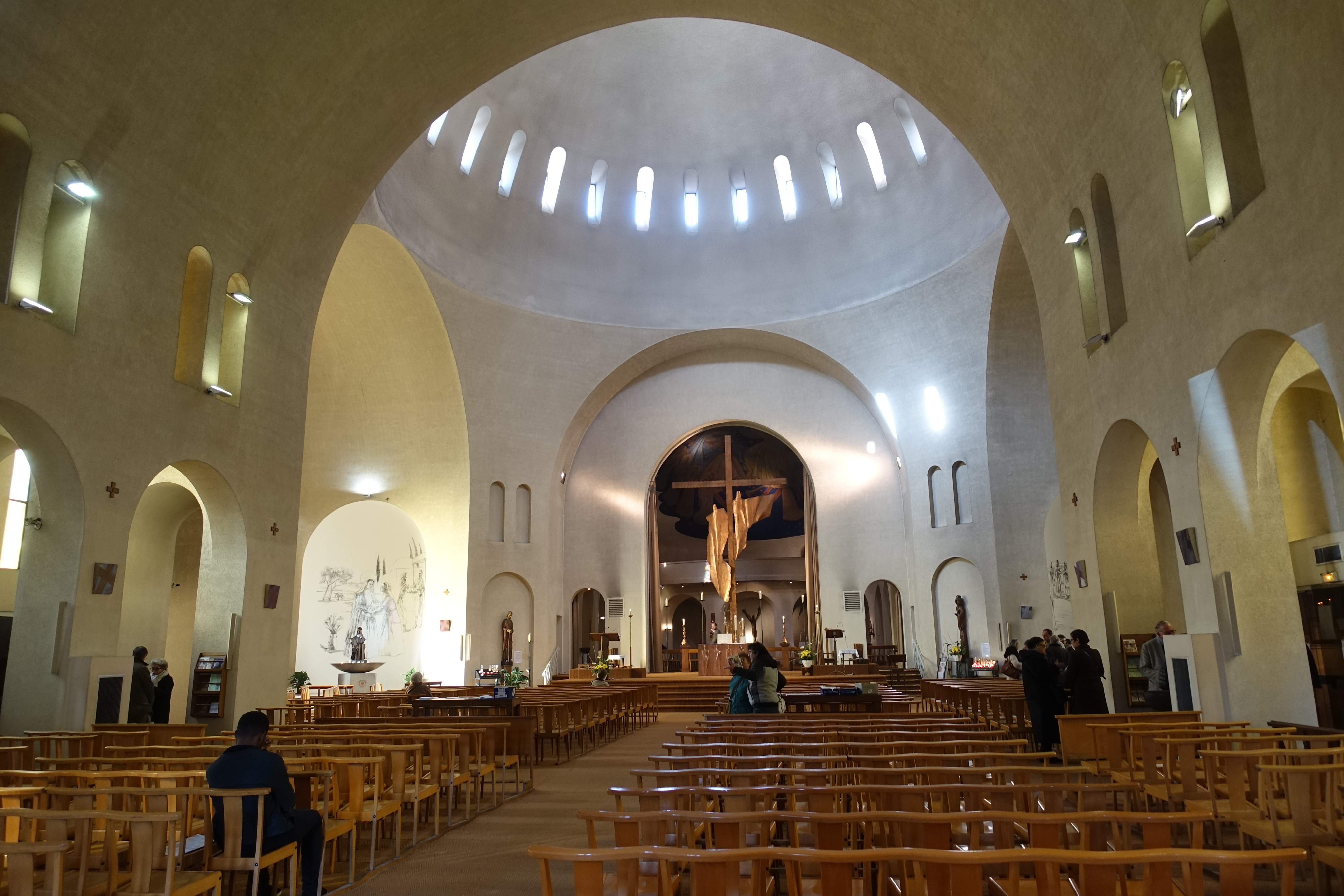
Interno

L'aula è suddivisa in tre navate da archi a tutto sesto poggianti su pilastri quadrangolari, in corrispondenza di ciascuna delle quali si apre una bifora ad imitazione della presenza di un matroneo; la navata maggiore, come i due bracci del transetto, è coperta con volta a botte. L'ampio vano centrale a pianta ottagonale è coperta dalla cupola ribassata e illuminata da una serie di monofore, edificata ad imitazione di quella di Santa Sofia ad Istanbul. Il presbiterio, sopraelevato rispetto al resto della chiesa, è addossato al diaframma che separa l'ambiente principale dalla retrostante cappella del Santissimo Sacramento e presenta una serie di arredi realizzati da Jean Touret nel 1970-1973 quali l'altare maggiore, la grande croce e la sede presidenziale. Le due absidiole del transetto nel 2016 sono state l'una dedicata alla santa titolare (con affresco di Jean-Louis Sauvat raffigurante scene della sua vita) e l'altra adibita a battistero (con affresco del medesimo autore rappresentante i Misteri luminosi); dello stesso artista sono anche la statua-reliquiario della santa e il fonte battesimale. La via Crucis dipinta è di Anne-François de Serilly (2016).
La cappella del Santissimo Sacramento, ricavata nel coro edificato tra il 1935 e il 1936, è adornata da otto vetrate policrome di Jacques Le Chevallier con le allegorie di altrettante invocazioni tratte dalle litanie lauretane (1954), e dal coevo affresco dell'Incoronazione della Vergine di René Dionnet, nel catino absidale.

### Organo a canne

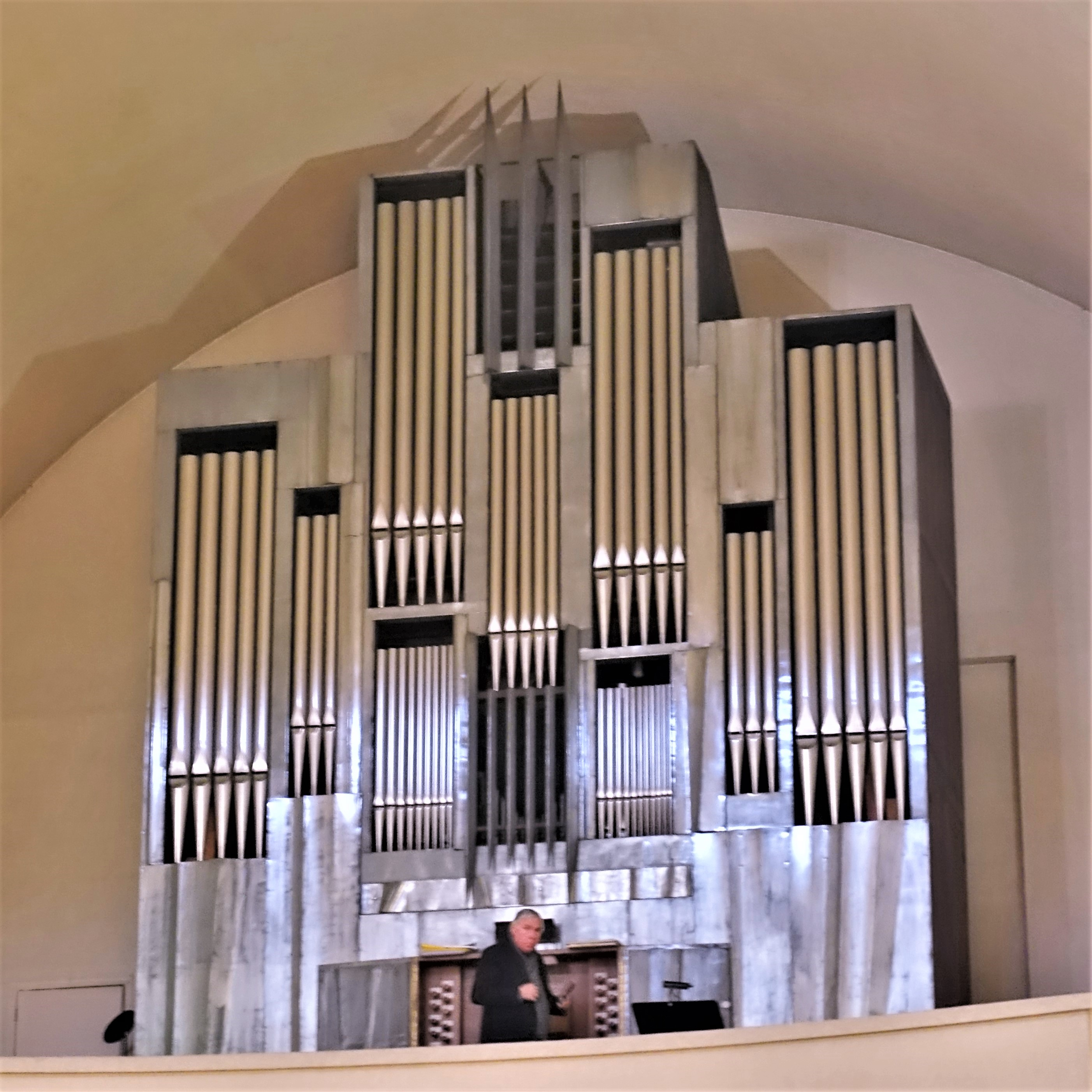
Organo a canne

Sulla cantoria in controfacciata si trova l'organo a canne.
Lo strumento venne costruito nel 1977 da Alfred Kern riutilizzando parte del materiale fonico di quello precedente, e inaugurato il 24 marzo dello stesso anno da Michel Chapuis; l'organo originario, realizzato da Gonzalez nel 1938 e dalla stessa ditta restaurato e riarmonizzato nel 1952, si trovava sulla cantoria nell'abside ed aveva 12 registri.
Il materiale fonico è interamente racchiuso entro la cassa lignea rivestita da lastre di zinco verniciato, opera di Jean Touret; la mostra è asimmetrica ed è composta da canne di Principale disposte in più campi, con le bocche "a mitria" allineate; la consolle è a finestra, si apre al centro del prospetto e dispone di due tastiere e pedaliera. Il sistema di trasmissione è meccanico sia per i manuali e il pedale, sia per i registri; quest'ultimi sono 23, per un totale di 1480 canne, e sono azionati da pomelli su più colonne ai lati delle tastiere.